# Белокуров, Игорь Викторович
Игорь Викторович Белокуров (укр. Ігор Вікторович Білокуров, род. 1 января 1963 в Великой Глуше) — прапорщик Вооружённых сил СССР, военнослужащий группы советских войск в Афганистане. Пропал без вести 9 апреля 1988 года во время операции в провинции Кандагар

## Биография

### Ранние годы
Родился 1 января 1963 года в селе Великая Глуша. Отец — аптекарь, уроженец восточной Украины (скончался в 2004 году). Мать — Антонина Васильевна Белокурова, работала бухгалтером, вышла на пенсию. В семье также был младший брат, уехавший в Белоруссию.
На службе в Советской Армии с 29 сентября 1981 года. Окончил училище при Луцком подшипниковом заводе (Луцком автозаводе) и был затем направлен на практику на ЗАЗ. Прошёл срочную службу в 1981—1983 годах в ЧССР. Окончил Ленинградскую школу прапорщиков, в сентябре 1986 года в составе в/ч 71116 (70-й отдельной гвардейской мотострелковой бригады) отправился в Афганистан (хотя изначально говорил, что едет в Конго), службу нёс в провинции Кандагар. Занимал должность начальника склада военно-технического имущества, награждён медалью «За отвагу».

### Плен
9 апреля 1988 года колонна, перевозившая оружие и продовольствие советским войскам, была атакована моджахедами в провинции Кандагар. Среди бойцов, оказывавших сопротивление, был и прапорщик Белокуров. В результате атаки моджахеды избили Белокурова и увели к себе. Его не удалось вернуть, и он был объявлен пропавшим без вести, а его матери отправили свидетельство о смерти. В 1998 году мать установила символический памятник на могиле на кладбище, полагая, что сын погиб: на памятнике была указана дата 14 апреля 1988 года с фотографией Игоря.

### Видео из провинции Балх
29 марта 2018 года на Youtube была опубликована видеозапись, выложенная Андреем Кадуном — членом одной из украинской геологической экспедиции, занимавшейся поиском водоносных пластов на территории Афганистана. Один из местных жителей провинции Балах (племя туркменов) указал на человека по имени Амриддин (с араб. — «Повеление религии») и заявил, что Амриддин — уроженец Волыни, который попал в плен в Афганистане 30 лет назад и принял ислам, забыв за минувшие годы родной язык и говоря только на фарси. По словам местного жителя, Амриддин постоянно создавал племени проблемы и выражал желание немедленно уехать из Афганистана. После захвата в плен его передавали друг другу полевые командиры, пока их пленник не попал в одно из наиболее боеспособных туркменских племён, где стал одним из лидеров. После того, как видео попало в Интернет, в СМИ появились слухи, что Амриддином может быть как раз Игорь Белокуров, поскольку трое военнослужащих из Волынской области, участвовавших в Афганской войне, пропали без вести в Афганистане — смерть одного из них в провинции Кандагар удалось подтвердить, а другой пропал без вести не в Кандагаре. Антонина Васильевна, по словам журналистов, признала тот факт, что на видео мог быть запечатлён её сын.

### Установление личности
Организация ветеранов Афганистана и посольство Украины в Таджикистане начали комплекс мер по обеспечению поездки Амриддина на Украину через Таджикистан, однако ситуацию осложнял тот факт, что у него не было никаких документов. В мае 2018 года в Киеве побывал генерал Дашти Исмаэль, советник комитета обороны сената Республики Афганистан, который заявил, что разговаривал с Амриддином и был убеждён в том факте, что Амреддин и есть Белокуров. В июле в Афганистан отправились десантники Андрей и Олег Чуйко и заместитель председателя правления Ассоциации ветеранов Афганистана и АТО Александр Денисов, которые решили опросить местные племена и окончательно убедиться в безошибочности утверждения о Белокурове. 8 июля при встрече с Амриддином у него взяли биологические образцы и сфотографировали шрам на ноге, который, по словам матери Белокурова, тот получил в юношестве, когда порезался топором; при обследовании на его теле обнаружили множество шрамов, а на голове нашли следы от удара прикладов и свидетельства множественных черепно-мозговых травм.
Планировалось, что эти образцы ДНК будут использоваться при проведении генетической экспертизы, однако в октябре 2018 года поступило сообщение, что требуется повторная экспертиза, поскольку на образцах ДНК был найден след, возникший из-за жары и многочисленных нарушений санитарных норм. В СМИ Волынской области появлялись сообщения о том, что Амриддин может и не быть Белокуровым, поскольку его реакция на видео с матерью была слишком сдержанной, однако Денисов списал это на серьёзные психологические травмы.